# SoltyRei
SoltyRei (ソルティレイ) là tên của một bộ anime đạo diễn bởi Hiraike Yoshimasa với sự đồng sản xuất của TV Asahi, Gonzo và AIC cùng phần âm nhạc do Toshiyuki Ōmori đảm nhiệm. Bộ anime này đã phát sóng lần đầu tiên tại Nhật Bản từ ngày 06 tháng 10 năm 2005 đến ngày 30 tháng 3 năm 2006 trên kênh TV Asahi với 24 tập. Sau đó khi phát hành DVD thì có thêm 2 tập chỉ dành riêng cho DVD và chưa hề được phát sóng trước đó. Cốt truyện kể về một cô gái người máy hình người tên là Solty đã vô tình gặp một người đàn ông chuyên săn tội phạm tên Revant vốn đã mất đi con gái của mình (hay ông nghĩ như thế) sau một tai nạn khiến cho nửa thành phố bị phá hủy, cô xem ông như cha của mình và cả hai đã cùng nhau thực hiện công việc săn tội phạm tại thành phố. Trong khi thực hiện công việc của mình cả hai đã tìm ra người con gái bị mất tích của Revant.
Bộ anime sau đó cũng được phát hành trên các phương tiện truyền thông khác như manga và sách.

## Tổng quan

### Nhân vật

#### Chính
Solty Revant (ソルティ・レヴァント)
Lồng tiếng bởi: Saitō Momoko
Roy Revant (ロイ・レヴァント)
Lồng tiếng bởi: Nakata Hitoshi
Rose Anderson (ローズ・アンダーソン)
Lồng tiếng bởi: Asano Masumi
Miranda Maverick (ミランダ・マーベリック)
Lồng tiếng bởi: Ōhara Sayaka
Kasha Maverick (カーシャ・マーベリック)
Lồng tiếng bởi: Kuwatani Natsuko
Integra Martel (インテグラ・マーテル)
Lồng tiếng bởi: Hirohashi Ryō
Sylvia Ban (シルビア・バン)
Lồng tiếng bởi: Itō Shizuka
Celica Yayoi (セリカ・ヤヨイ)
Lồng tiếng bởi: Tamura Yukari
Accela Warrick (アクセラ・ウォリック)
Lồng tiếng bởi: Noto Mamiko
Larry Anderson (ラリー・アンダーソン)
Lồng tiếng bởi: Tasaka Hideki
Andy Anderson (アンディ・アンダーソン)
Lồng tiếng bởi: Suzuki Tatsuhisa
Yuto K. Steel (ユート・K・スティール)
Lồng tiếng bởi: Shimono Hiro
Ashley Lynx (アシュレイ・リンクス)
Lồng tiếng bởi: Tobita Nobuo
Illumina Kisch (イルミナ・キッシュ)
Lồng tiếng bởi: Inamura Yūna
Joseph (ジョセフ)
Lồng tiếng bởi: Tachiki Fumihiko
Sarah Revant (サラ・レヴァント)
Lồng tiếng bởi: Ōmi Tomoe

#### Phụ
Eunomia (エウノミア)
Eirene (エイレネ)
Lồng tiếng bởi: Shimamoto Sumi
Will (ウィル)
Lồng tiếng bởi: Kusao Takeshi
Dale Boyd (デイル・ボイド)
Lồng tiếng bởi: Hirao Jin
Gray Walker (グレイ・ワッカー)
Lồng tiếng bởi: Tsujitsu Tomu
Meryl Tyler (メリル・タイラー)
Lồng tiếng bởi: Ishige Sawa
Jack McLean (ジャック・マクリーン)
Lồng tiếng bởi: Ogata Bunkō
Dewey Black (デューイ・ブラック)
Lồng tiếng bởi: Nakano Yutaka
Natalie Roman (ナタリー・ローマン)
Lồng tiếng bởi: Kingetsu Mami
Rita Revant (Greco) (リタ・レヴァント(グレコー))
Lồng tiếng bởi: Nagano Ai
Vincent Greco (ビンセント・グレコー)
Lồng tiếng bởi: Koyama Rikiya
Kelly Jones (ケリー・ジョーンズ)
Lồng tiếng bởi: Dan Tomoyuki
John Kimberley (ジョン・キンバリー)
Lồng tiếng bởi: Ōhama Yasushi
Hou Chuu (ホウ・チュウ)
Lồng tiếng bởi: Ōtsuka Hōchū
Jeremy Kolbel (ジェレミー・コルベール)
Lồng tiếng bởi: Nagata Ryōko
Votre (ヴォートル)
Lồng tiếng bởi: Watabe Takeshi
Mii (ミィ)
Lồng tiếng bởi: Sawashiro Miyuki
Chūka musume (中華娘)
Lồng tiếng bởi: Shindō Kei
Am Tranfa (アム・トランファ)
Lồng tiếng bởi: Nabatame Hitomi

## Truyền thông

### Anime
TV Asahi, Gonzo và AIC đã cùng nhau thực hiện bộ anime này với sự đạo diễn của Hiraike Yoshimasa cùng phần âm nhạc do Toshiyuki Ōmori đảm nhiệm. Bộ anime này đã phát sóng lần đầu tiên tại Nhật Bản từ ngày 06 tháng 10 năm 2005 đến ngày 30 tháng 3 năm 2006 trên kênh TV Asahi với 24 tập. Sau đó khi phát hành DVD thì có thêm 2 tập chỉ dành riêng cho DVD và chưa hề được phát sóng trước đó. Animax Asia đã chiếu phiên bản tiếng Anh của bộ anime trên toàn bộ hệ thống của mình ở các nước Đông Nam Á và Nam Á, Animax cũng đã phát sóng các phiên bản ngôn ngữ khác trên các hệ thống khác của mình. Space power thì phát sóng tại khu vực các nước nói tiếng Ả Rập. Funimation Entertainment đã đăng ký bản quyền phiên bản tiếng Anh của bộ anime để phân phối tại thị trường Bắc Mỹ, Madman Entertainment thì đăng ký phát hành tại Úc và New Zealand, MVM đăng ký tại Anh, Déclic Images đăng ký tại Pháp, ACOG và OVA Films đăng ký tại Đức và Proware Multimedia International đăng ký tại Đài Loan.

### Manga
Một loạt manga đã được thực hiện bởi Kibuya Noboru và Kazutaka Takimiya như một ngoại truyện của bộ anime có tựa SoltyRei ~Aka no Shukujo~ (SoltyRei―赤の淑女―). Loạt manga đã đăng trên tạp chí Comic Rex dành cho shōnen từ ngày 09 tháng 12 năm 2005 cho đến tháng 4 năm 2006. Các chương sau đó được tập hợp lại và phát hành thành một tập tankōbon.

### Sách
Một cuốn artbook đã phát hành vào ngày 29 tháng 6 năm 2006 tại Nhật Bản. Cuốn sách này có các bản vẽ do Hiraike Yoshimasa thực hiện cho bộ anime với nhiều hình vẽ phác thảo cũng như có các bài phỏng vấn những người tham gia làm phim như đạo diễn âm thanh.

### Âm nhạc
Bộ anime có ba bài hát chủ đề chính, một mở đầu và hai kết thúc. Bài hát mở đầu là bài clover do meg rock trình bày, đĩa đơn chứa bài hát này đã phát hành vào ngày 09 tháng 11 năm 2005. Bài hát kết thúc đầu là bài Float ~Sora no Kanata de~ (Float～空の彼方で～) do Oumi Tomoe trình bày sử dụng trong tập 01 đến 11 và 13 đến 23, đĩa đơn chứa bài hát này đã được phát hành vào ngày 23 tháng 11 năm 2005. Bài hát kết thúc thứ hai có tựa Return To Love cũng do Oumi Tomoe trình bày sử dụng ở tập 12 và tập 24 thì trình bản đầy đủ của bài hát, đĩa đơn chứa bài hát đã phát hành vào ngày 10 tháng 5 năm 2006. Hai album tập hợp các bản nhạc dùng trong bộ anime đã phát hành vào ngày 21 tháng 12 năm 2005 và ngày 29 tháng 3 năm 2006. Một album chứa có bài hát phụ dùng trong bộ anime cũng như một album khác chứa các bài hát do hai nhân vật nữ chính là Solty và Rose trình bày đã phát hành ngày 25 tháng 1 năm 2006.
| clover           | clover                        | clover     |
| STT              | Nhan đề                       | Thời lượng |
| ---------------- | ----------------------------- | ---------- |
| 1.               | "clover"                      | 4:24       |
| 2.               | "wish"                        | 4:48       |
| 3.               | "clover / it's-your-turn-mix" | 4:24       |
| 4.               | "wish / it's-your-turn-mix"   | 4:51       |
| Tổng thời lượng: | Tổng thời lượng:              | 18:27      |

| Float ~Sora no Kanata de~ (Float～空の彼方で～) | Float ~Sora no Kanata de~ (Float～空の彼方で～)                                 | Float ~Sora no Kanata de~ (Float～空の彼方で～) |
| STT                                             | Nhan đề                                                                         | Thời lượng                                      |
| ----------------------------------------------- | ------------------------------------------------------------------------------- | ----------------------------------------------- |
| 1.                                              | "Float ~Sora no Kanata de~ (Float～空の彼方で～)"                               | 4:55                                            |
| 2.                                              | "Still Love"                                                                    | 6:01                                            |
| 3.                                              | "Float ~Sora no Kanata de~ (Instrumental) (Float～空の彼方で～ (Instrumental))" | 4:57                                            |
| 4.                                              | "Still Love (Instrumental)"                                                     | 5:58                                            |
| Tổng thời lượng:                                | Tổng thời lượng:                                                                | 21:51                                           |

| Yuunagi (夕凪)   | Yuunagi (夕凪)                                 | Yuunagi (夕凪) |
| STT              | Nhan đề                                        | Thời lượng     |
| ---------------- | ---------------------------------------------- | -------------- |
| 1.               | "Yuunagi (夕凪)"                               | 4:48           |
| 2.               | "Return to Love ～Full version～"              | 4:37           |
| 3.               | "Return to Love ～Scat version～"              | 4:38           |
| 4.               | "Yuunagi (Instrumental) (夕凪 (Instrumental))" | 4:48           |
| 5.               | "Return to Love (Instrumental)"                | 4:39           |
| Tổng thời lượng: | Tổng thời lượng:                               | 23:30          |

| SoltyRei Original Soundtrack Vol.1 (ソルティレイ オリジナルサウンドトラック Vol.1) | SoltyRei Original Soundtrack Vol.1 (ソルティレイ オリジナルサウンドトラック Vol.1) | SoltyRei Original Soundtrack Vol.1 (ソルティレイ オリジナルサウンドトラック Vol.1) |
| STT                                                                                | Nhan đề                                                                            | Thời lượng                                                                         |
| ---------------------------------------------------------------------------------- | ---------------------------------------------------------------------------------- | ---------------------------------------------------------------------------------- |
| 1.                                                                                 | "break stones"                                                                     | 1:54                                                                               |
| 2.                                                                                 | "enemy attack"                                                                     | 1:36                                                                               |
| 3.                                                                                 | "dramatic entrance"                                                                | 1:28                                                                               |
| 4.                                                                                 | "passion"                                                                          | 1:41                                                                               |
| 5.                                                                                 | "romancing time"                                                                   | 2:51                                                                               |
| 6.                                                                                 | "catastrophe"                                                                      | 1:48                                                                               |
| 7.                                                                                 | "action of resemble"                                                               | 2:01                                                                               |
| 8.                                                                                 | "Kasha Maverick"                                                                   | 2:01                                                                               |
| 9.                                                                                 | "counterattack"                                                                    | 1:39                                                                               |
| 10.                                                                                | "Roy's feeling"                                                                    | 1:48                                                                               |
| 11.                                                                                | "happy time at home"                                                               | 2:14                                                                               |
| 12.                                                                                | "merriment"                                                                        | 1:54                                                                               |
| 13.                                                                                | "I'm so happy"                                                                     | 1:37                                                                               |
| 14.                                                                                | "hard memory"                                                                      | 2:03                                                                               |
| 15.                                                                                | "whoop whoop whoop"                                                                | 1:35                                                                               |
| 16.                                                                                | "lovely feeling"                                                                   | 1:40                                                                               |
| 17.                                                                                | "as free as the wind"                                                              | 1:49                                                                               |
| 18.                                                                                | "countdown"                                                                        | 1:29                                                                               |
| 19.                                                                                | "one-sided shoe"                                                                   | 1:51                                                                               |
| 20.                                                                                | "thief"                                                                            | 1:53                                                                               |
| 21.                                                                                | "sadness"                                                                          | 2:05                                                                               |
| 22.                                                                                | "mysterious resemble"                                                              | 1:41                                                                               |
| 23.                                                                                | "hateful"                                                                          | 1:36                                                                               |
| 24.                                                                                | "innocent girl"                                                                    | 1:48                                                                               |
| Tổng thời lượng:                                                                   | Tổng thời lượng:                                                                   | 44:02                                                                              |

| SoltyRei Original Soundtrack Vol.2 (ソルティレイ オリジナルサウンドトラック Vol.2) | SoltyRei Original Soundtrack Vol.2 (ソルティレイ オリジナルサウンドトラック Vol.2) | SoltyRei Original Soundtrack Vol.2 (ソルティレイ オリジナルサウンドトラック Vol.2) |
| STT                                                                                | Nhan đề                                                                            | Thời lượng                                                                         |
| ---------------------------------------------------------------------------------- | ---------------------------------------------------------------------------------- | ---------------------------------------------------------------------------------- |
| 1.                                                                                 | "clover [TV size]"                                                                 | 1:32                                                                               |
| 2.                                                                                 | "conspiracy"                                                                       | 1:54                                                                               |
| 3.                                                                                 | "tactics"                                                                          | 1:46                                                                               |
| 4.                                                                                 | "crises"                                                                           | 1:40                                                                               |
| 5.                                                                                 | "corridor in underground"                                                          | 1:53                                                                               |
| 6.                                                                                 | "dark side of Roy"                                                                 | 2:13                                                                               |
| 7.                                                                                 | "deep in sadness"                                                                  | 2:23                                                                               |
| 8.                                                                                 | "beautiful spectacle"                                                              | 1:43                                                                               |
| 9.                                                                                 | "emotional scene"                                                                  | 5:20                                                                               |
| 10.                                                                                | "Return to love (Jazz version)"                                                    | 3:55                                                                               |
| 11.                                                                                | "highly charged"                                                                   | 1:49                                                                               |
| 12.                                                                                | "deviltry"                                                                         | 1:56                                                                               |
| 13.                                                                                | "emigrant ship"                                                                    | 7:05                                                                               |
| 14.                                                                                | "panic"                                                                            | 1:48                                                                               |
| 15.                                                                                | "huge robot"                                                                       | 1:43                                                                               |
| 16.                                                                                | "mind of Rose"                                                                     | 2:15                                                                               |
| 17.                                                                                | "eunomia"                                                                          | 3:04                                                                               |
| 18.                                                                                | "estrangement"                                                                     | 4:06                                                                               |
| 19.                                                                                | "passion-brass ver."                                                               | 1:42                                                                               |
| 20.                                                                                | "Roy's feeling-guitar ver."                                                        | 1:45                                                                               |
| 21.                                                                                | "thief flute ver."                                                                 | 1:55                                                                               |
| 22.                                                                                | "avant-title cool"                                                                 | 1:17                                                                               |
| 23.                                                                                | "avant-title-seriousness"                                                          | 1:08                                                                               |
| 24.                                                                                | "tea break"                                                                        | 1:40                                                                               |
| 25.                                                                                | "romancing time-strings"                                                           | 2:50                                                                               |
| 26.                                                                                | "Float ~Sora no Kanata de~ [TV size] (Float～空の彼方で～[TV size])"               | 1:34                                                                               |
| Tổng thời lượng:                                                                   | Tổng thời lượng:                                                                   | 1:01:56                                                                            |

| promise          | promise                                                 | promise    |
| STT              | Nhan đề                                                 | Thời lượng |
| ---------------- | ------------------------------------------------------- | ---------- |
| 1.               | "promise"                                               | 3:33       |
| 2.               | "take you there:featuring Takuto Maeda from count lost" | 3:58       |
| 3.               | "straying in the dark"                                  | 4:49       |
| 4.               | "(Why I'm right here) with you"                         | 4:33       |
| 5.               | "wish for...:featuring Takuto Maeda from count lost"    | 5:11       |
| 6.               | "pieces:featuring Junko from electlink"                 | 4:26       |
| 7.               | "wish (SUP mix) -remixes-"                              | 4:12       |
| 8.               | "strayin' (crestwood mix) -remixes-"                    | 4:13       |
| 9.               | "take you (Bit OR mix) -remixes-"                       | 4:21       |
| 10.              | "promise (13th step mix) -remixes-"                     | 3:19       |
| Tổng thời lượng: | Tổng thời lượng:                                        | 42:35      |

| Solty x Rose (ソルティ×ローズ) | Solty x Rose (ソルティ×ローズ) | Solty x Rose (ソルティ×ローズ) |
| STT                            | Nhan đề                        | Thời lượng                     |
| ------------------------------ | ------------------------------ | ------------------------------ |
| 1.                             | "believe..."                   | 3:50                           |
| 2.                             | "Happy Hopper"                 | 4:07                           |
| 3.                             | "believe... (off vocal)"       | 3:50                           |
| 4.                             | "Happy Hopper (off vocal)"     | 4:06                           |
| Tổng thời lượng:               | Tổng thời lượng:               | 15:53                          |